# Édouard Sain
Édouard Alexandre Sain (Cluny, 13 maggio 1830 – Parigi, 26 giugno 1910) è stato un pittore francese.

## Biografia
Édouard Alexandre Sain nacque a Cluny, figlio di Paul-François-Toussaint Sain e di Palmire-Ernestine Bouchet. Suo padre era un esattore di contributi e non influenzò la vocazione artistica del figlio. Édouard, già da fanciullo incline all'arte, frequentò le Scuole superiori d'arte e di disegno di Valenciennes (dette "Accademia di Valenciennes") per essere poi ammesso, nel 1847, all'École des beaux-arts di Parigi. Qui divenne allievo di François-Édouard Picot.

Terminati gli studi d'arte Sain debuttò al Salon di pittura nel 1853 e continuò ad esporvi finché, in due occasioni, fu premiato con una medaglia.
Sain fu all'inizio un pittore storico e di genere. Gran parte della sua ispirazione e delle sue idee egli le traeva dai suoi viaggi, dapprima nei Pirenei, quindi in Italia. In seguito però, a partire dalla fine degli anni 1870, si dedicò soltanto all'esecuzione di ritratti e di nudi femminili.
Fu legato da grande amicizia con il pittore Carolus-Duran, che, nel 1877, gli donò la sua decorazione di Cavaliere della Légion d'honneur e fece il suo ritratto. Nel 1894 fu nominato "Rosati" d'onore.
Édouard Sain si spense a Parigi all'età di 80 anni, in pieno XX secolo.

## Galleria d'immagini

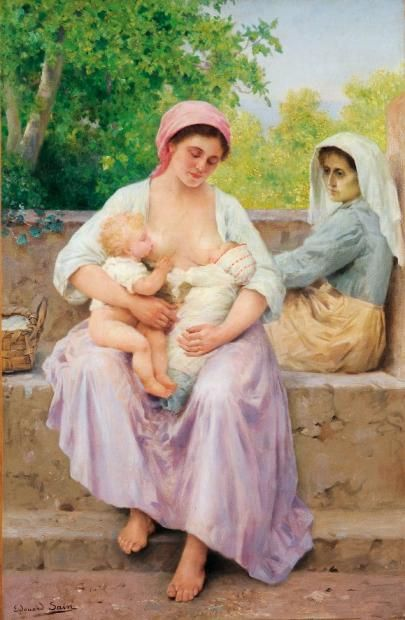
Amore materno
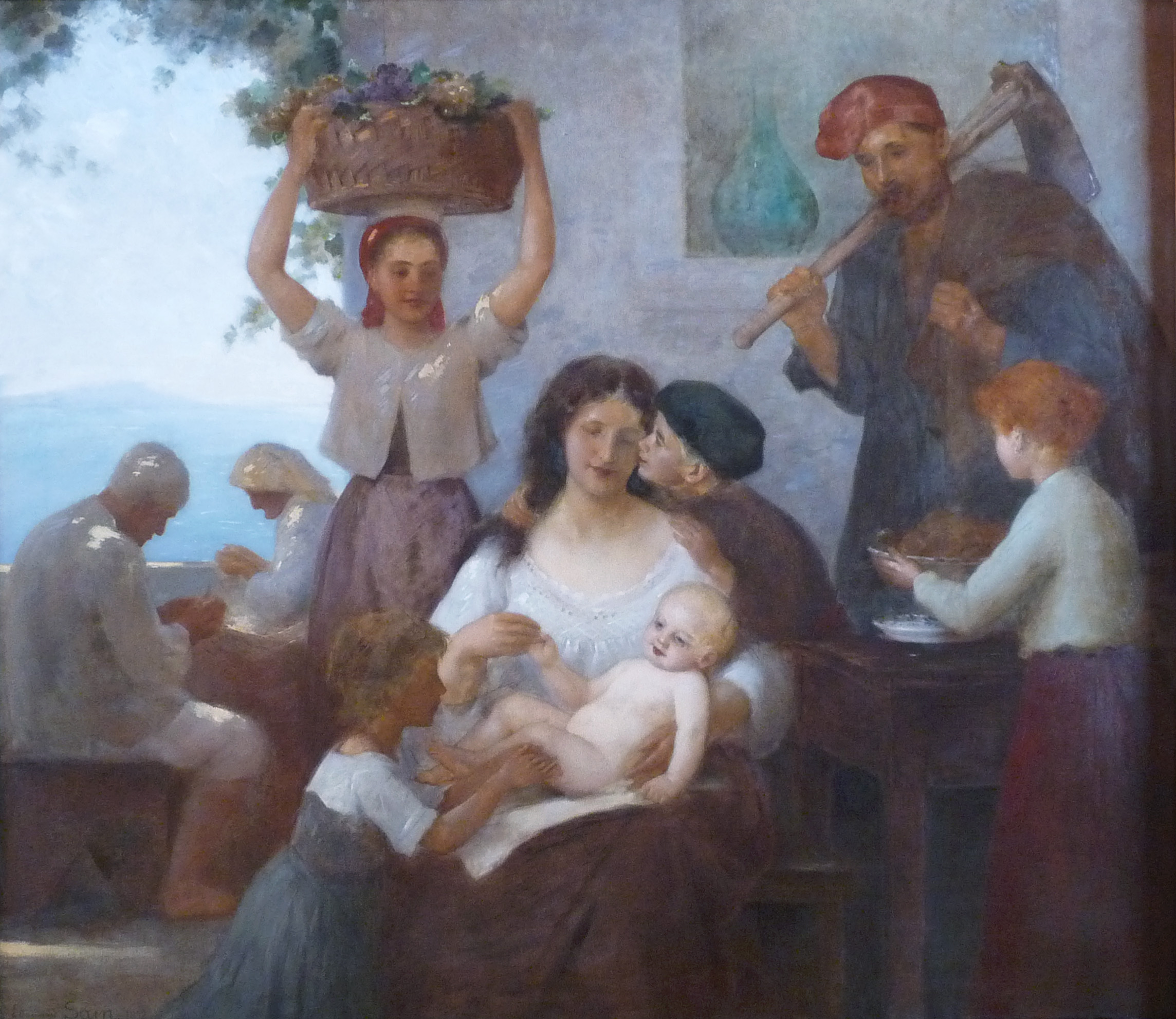
La famiglia
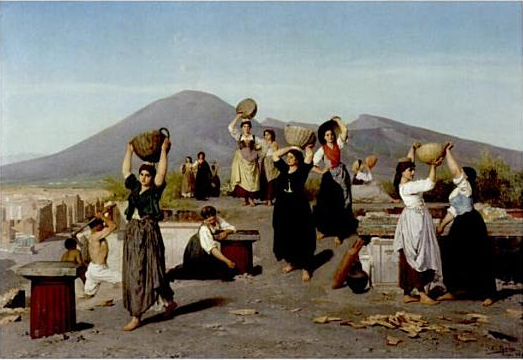
Scavi a Pompei
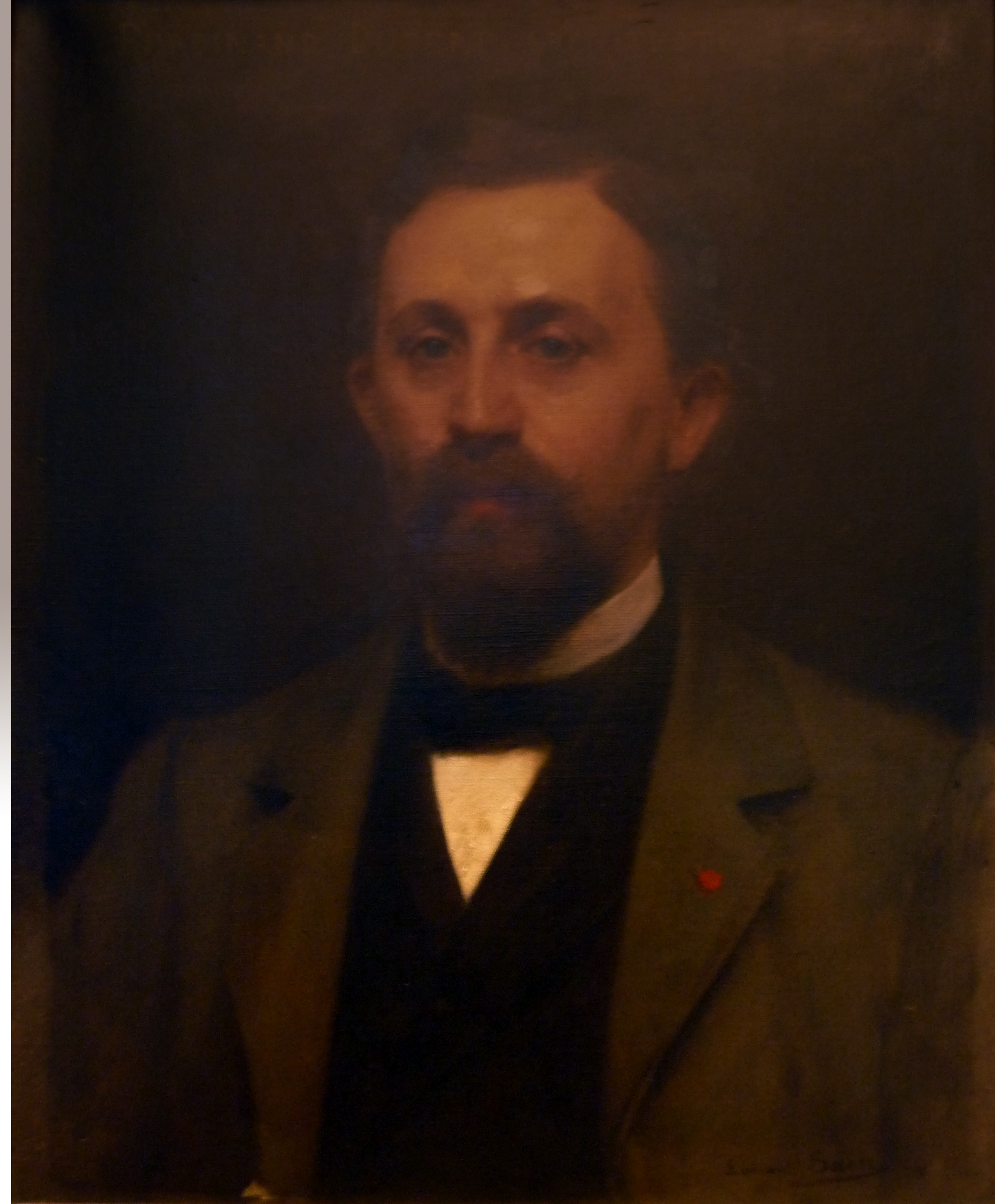
Ritratto di Ferdinand Dutert